# نیو برانزویک (نیوجرسی)
نیو برانزویک (به انگلیسی: New Brunswick) شهری در ایالت نیوجرسی کشور ایالات متحده آمریکا است که جمعیت آن در سرشماری سال ۲۰۱۰ میلادی، ۵۵٬۱۸۱ نفر بوده‌است.